# 瑞士薯餅

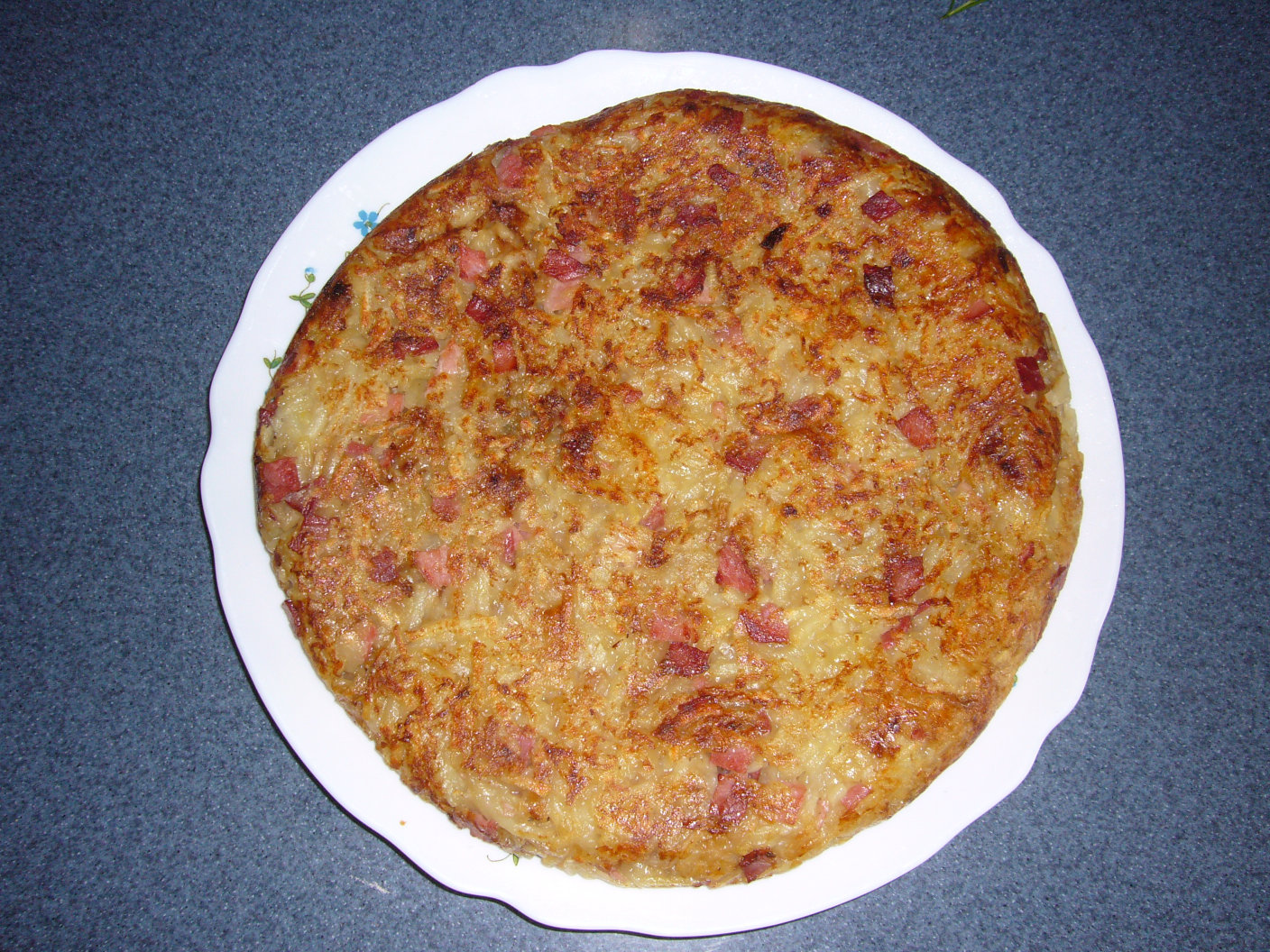
瑞士薯餅

瑞士薯餅（Rösti或röschti）是瑞士的一種用馬鈴薯製作的食物，原本是伯恩州地區農民的早餐，但現在已經普及至世界各地。對許多瑞士人來說，瑞士薯餅是國民食物。一般瑞士薯餅的直徑為約3-12cm、厚為約1-2cm。
瑞士薯餅較常搭配其它菜餚如：菠菜太陽蛋（Spinat und Spiegelei）、思華力腸或肉起司（Fleischkäse），反而较少作为早餐食用。

## 烹調
瑞士薯餅用較粗的馬鈴薯絲製成，生馬鈴薯絲或熟的都可以使用。馬鈴薯可以煮半熟或直接削成絲。依據油炸技術，可以選用油、奶油或其它油脂（通常還有鹽和胡椒）。不加油直接乾煎馬鈴薯絲也是常見作法。馬鈴薯絲在鍋中塑形呈圓餅狀，通常直徑在3–12公分，厚度1–2公分。雖然大多數的瑞士薯餅都在鍋中煎熟塑形，但也可以用烤的。最基本的瑞士薯餅只含馬鈴薯，但有時也會加一些其它材料，如：培根、洋蔥、起司、蘋果或新鮮香料。添加的其它材料通常有地區性特色。

## 文化衝擊
瑞士文化中，雖然國內各地都有這道菜餚，瑞士薯餅消費最多的區域，主要還是德語區。瑞士薯餅已經成為德瑞文化中的刻版印象之一。
法語區和德語區之間由於地理上的區隔被稱為「Röstigraben」，也就是「馬鈴薯餅鴻溝」。
部分國家如：澳洲和英國的麥當勞早餐會供應瑞士薯餅。